# Thiago Monteiro
Thiago Moura Monteiro (Fortaleza, 31 maggio 1994) è un tennista brasiliano.
Ha ottenuto i maggiori successi in singolare ed è uno specialista della terra rossa, superficie sulla quale ha giocato tutti i tornei più importanti che ha vinto. Si è aggiudicato i titoli in alcuni tornei dei circuiti Challenger e ITF, mentre nel circuito maggiore vanta due semifinali in singolare e una in doppio. I suoi migliori ranking ATP sono stati il 61º posto in singolare nell'ottobre 2022 e il 144º in doppio nel gennaio 2022. Ha fatto il suo esordio nella squadra brasiliana di Coppa Davis nel settembre 2016. Nel 2012 ha raggiunto il 2º posto nel ranking mondiale juniores.

## Carriera

### Juniores
All'esordio nell'ITF Junior Circuit nel settembre 2009 vince il doppio in un torneo di Grade 4 a Santiago del Cile e il mese dopo si aggiudica il singolare in un torneo brasiliano di Grade 5. Nell'autunno del 2010 partecipa alla Coppa Davis Junior, vince tutti e tre gli incontri di singolare nel round robin e ne vince uno su tre in doppio, e il Brasile viene eliminato dalla Gran Bretagna. Nel marzo 2011 vince in Paraguay il primo torneo di Grade 1 e a Porto Alegre il primo di Grade A. Nel gennaio 2012 raggiunge il 2º posto nella graduatoria mondiale ITF juniores. In giugno ottiene il miglior risultato in una prova juniores del Grande Slam raggiungendo la semifinale in doppio al Roland Garros in coppia con Gianluigi Quinzi. Disputa l'ultimo incontro nel circuito nel settembre 2012 e chiude l'esperienza con tre titoli in doppio e cinque in singolare.

### 2008-2015, inizi da professionista, primi titoli ITF e diversi infortuni
Muove i primi passi tra i professionisti nel 2008 perdendo tutti i pochi incontri giocati nel circuito ITF sia in singolare che in doppio. Vince i primi incontri nel giugno 2009 al torneo di doppio dell'ITF Brazil F5, dove arriva in semifinale. Vince il primo incontro in singolare nel novembre 2010 all'ITF Brazil F31. Alza il primo trofeo da professionista nel novembre 2011 vincendo il torneo di singolare al Brazil F38; in singolare vincerà un altro torneo ITF nel 2012, due nel 2013 e uno nel 2014. Il primo titolo in doppio arriva nel marzo 2013 al Turkey F12. Nel luglio successivo raggiunge due volte i quarti di finale in singolare nel circuito Challenger ed entra per la prima volta nella top 300. In settembre gioca la sua prima finale Challenger nel torneo di doppio a Campinas assieme a Thiago Alves, e vengono sconfitti in due set da Guido Andreozzi / Máximo González. Una serie di infortuni al gomito e al ginocchio lo tengono spesso lontano dal circuito tra la fine del 2013 e il settembre del 2015; verso la fine del 2014 scende al 566º posto del ranking e quando supera definitivamente i problemi riparte nel settembre 2015 dal 549º. Ottiene alcuni discreti risultati tra cui i quarti di finale raggiunti nel Challenger Ciudad de Guayaquil.

### 2016, debutto nel circuito maggiore e in Coppa Davis, primo titolo Challenger e top 100
Inizia il 2016 come nº 463 del ranking ATP e continua a guadagnare posizioni con un quarto di finale e una semifinale nei tornei Challenger. Dopo aver tentato invano per dieci volte le qualificazioni nei tornei ATP, in febbraio fa il suo esordio nel circuito maggiore con una wild card all'ATP 500 di Rio de Janeiro, al primo turno sconfigge in tre set il nº 9 del mondo Jo-Wilfried Tsonga e viene eliminato al secondo da Pablo Cuevas. La settimana successiva si spinge fino ai quarti di finale nell'ATP 250 di San Paolo del Brasile e viene nuovamente sconfitto da Cuevas. A maggio vince ad Aix-en-Provence il primo titolo Challenger in carriera battendo in tre set in finale Carlos Berlocq e in giugno perde la finale all'Open de Lyon Challenger da Steve Darcis. In luglio perde nuovamente contro Cuevas al secondo turno dell'ATP 500 di Amburgo. Ad agosto raggiunge i quarti di finale anche all'ATP 250 di Gstaad grazie al successo negli ottavi sul nº 30 ATP Gilles Simon e perde in due set contro Robin Haase; tre settimane dopo fa il suo ingresso nella top 100 del ranking, al 99º posto. In settembre debutta nella squadra brasiliana di Coppa Davis e viene sconfitto da David Goffin nella sfida persa 4–0 contro il Belgio. Nel finale di stagione ottiene altri buoni risultati nei Challenger, tra i quali la finale disputata a Santos, e chiude il 2016 all'82ª posizione mondiale. In doppio disputa nel corso del 2016 due semifinali Challenger.

### 2017, esordio nei tornei del Grande Slam e nº 74 del ranking
Eliminato nelle qualificazioni l'anno prima al Roland Garros, Wimbledon e US Open – alle sue prime esperienze nei tornei del Grande Slam – entra per diritto di classifica nel tabellone principale agli Australian Open 2017 e viene eliminato al primo turno da Tsonga. A febbraio viene sconfitto nei quarti di finale da Berlocq nell'ATP 250 di Buenos Aires e la settimana successiva da Casper Ruud nell'ATP 500 di Rio, porta così il best ranking alla 74ª posizione. Disputa i suoi primi incontri in carriera nei tornei Masters 1000 e viene sempre eliminato al primo turno a Indian Wells, Miami e Roma. In maggio vince contro Alexandre Müller il primo incontro in una prova dello Slam al Roland Garros ed esce di scena al secondo turno per mano di Gaël Monfils. Supera il primo turno anche a Wimbledon e viene subito eliminato da Karen Chačanov. Non ripete i buoni risultati del 2016, nel finale di stagione raccoglie soprattutto sconfitte e a ottobre scende al 134º posto del ranking.

### 2018, prima semifinale ATP
Nel febbraio 2018 disputa la sua prima semifinale ATP a Quito dopo aver sconfitto nei quarti Gaël Monfils, e viene eliminato da Albert Ramos Viñolas. Rientra per una settimana nella top 100 ma ne esce subito perdendo al primo turno a Buenos Aires, dove era arrivato nei quarti l'anno prima, e subisce la stessa sorte al successivo torneo di Rio. Sceso al 146º posto nel ranking, il periodo negativo si interrompe in luglio all'ATP 500 di Amburgo, dove supera le qualificazioni e nel tabellone principale sconfigge i quotati Gilles Simon e Fernando Verdasco prima di essere eliminato nei quarti da Jozef Kovalik. Nel finale di stagione si mantiene a ridosso della top 100 con alcuni discreti risultati nei tornei Challenger. A novembre perde la finale in doppio al Challenger Ciudad de Guayaquil in coppia con Fabrício Neis.

### 2019, tre titoli Challenger

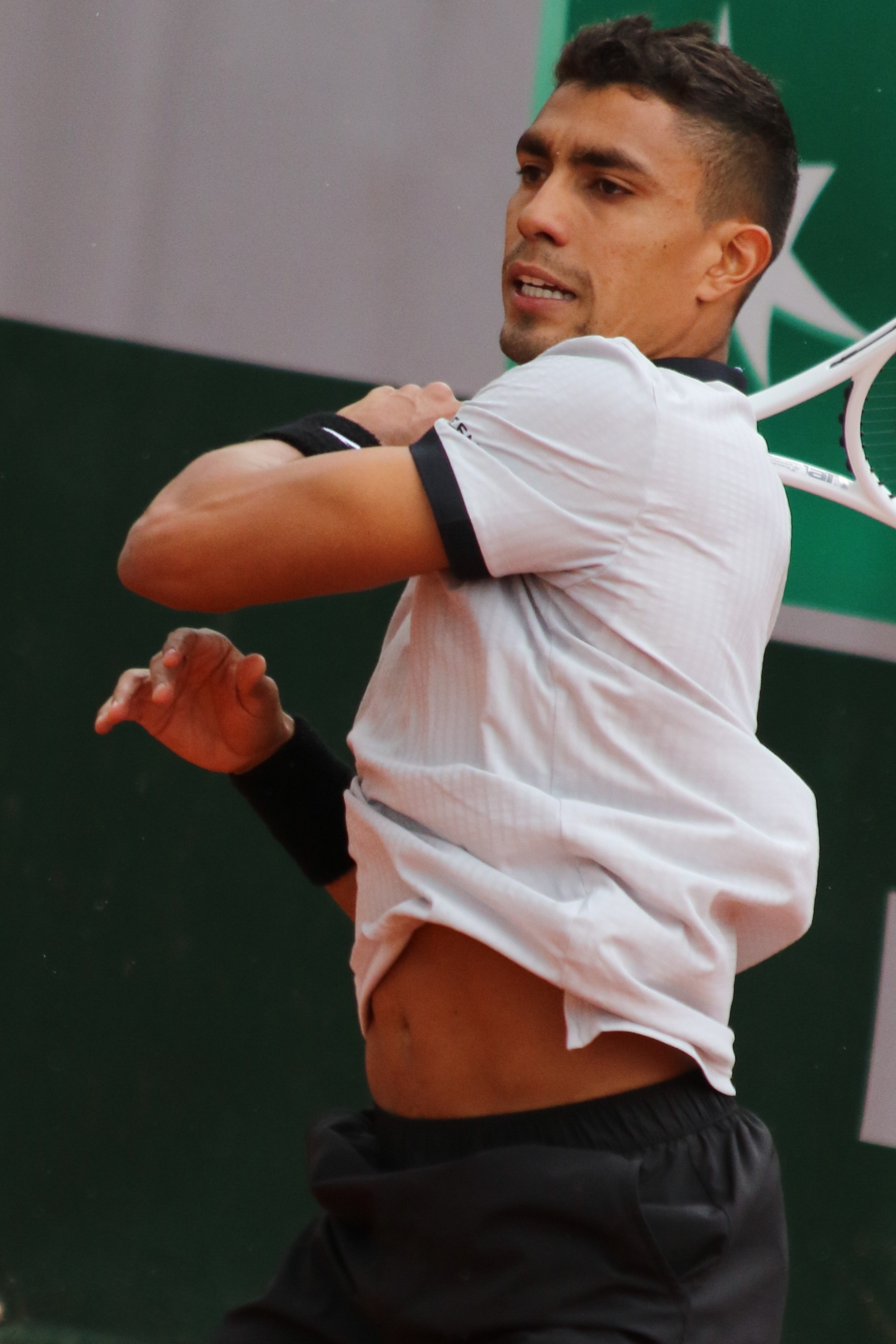
Monteiro al Roland Garros 2019

Il primo risultato di rilievo del 2019 è il Challenger vinto verso fine gennaio a Punta del Este con il successo in finale su Facundo Argüello. A febbraio supera il primo turno all'ATP di Rio ai danni di Pedro Sousa – nella sua prima vittoria nel circuito maggiore dopo quelle dell'anno prima ad Amburgo – e al secondo viene eliminato da Aljaz Bedene. A fine aprile supera il primo turno anche all'ATP 250 di Monaco battendo Jan-Lennard Struff e al secondo perde in rimonta contro Márton Fucsovics. Non vincerà in stagione altri incontri nel circuito maggiore, perdendo al primo turno anche al Roland Garros, a Wimbledon e agli US Open. Torna a mettersi in luce con buoni risultati nei Challenger tra i quali spiccano i titoli vinti in luglio a Braunschweig e in ottobre a Lima, sconfiggendo in finale rispettivamente Tobias Kamke e Federico Coria. Chiude il 2019 all'89º posto del ranking.

### 2020, un titolo Challenger e terzo turno al Roland Garros, prima semifinale ATP in doppio
Inizia il 2020 con l'eliminazione nelle qualificazioni a Doha e le supera invece al successivo torneo di Auckland battendo Ajeet Rai e Leonardo Mayer. Nel primo turno del tabellone principale supera a sorpresa il finalista dell'anno precedente Cameron Norrie prima di arrendersi al terzo set contro Benoît Paire. Non supera il primo turno all'Australian Open e la settimana dopo si conferma campione al Challenger di Punta del Este battendo in finale Marco Cecchinato. All'ATP di Buenos Aires supera Jaume Munar e Borna Ćorić e viene eliminato nei quarti di finale da Pedro Sousa. Raggiunge quindi il secondo turno a Rio – dove perde la semifinale in doppio assieme a Felipe Meligeni Alves – e i quarti anche all'ATP 250 di Santiago del Cile. Ha quindi inizio la lunga pausa del tennis peril COVID-19, rientra ad agosto e il mese dopo arriva in finale al Challenger di Forlì, persa al tie-break del terzo set contro Lorenzo Musetti. Ottiene quindi il suo miglior risultato in una prova dello Slam al Roland Garros con le vittorie su Nikoloz Basilašvili e Marcos Giron, e cede al terzo turno contro Márton Fucsovics, risultato con cui risale al 76º posto mondiale e finisce l'anno all'84º.

### 2021, un titolo Challenger e seconda semifinale ATP in singolare
Nel gennaio 2021 disputa all'ATP 250 di Melbourne 1 la seconda semifinale ATP in carriera dopo aver eliminato tra gli altri Carlos Alcaraz e Jordan Thompson, la prima finale gli viene negata da Stefano Travaglia, che si impone in due set; a fine torneo eguaglia il suo miglior ranking in 74ª posizione. Supera per la prima volta il primo turno agli Australian Open e viene sconfitto al secondo da Andrej Rublëv, mentre nel torneo di doppio si spinge fino al terzo turno in coppia con John Millman. Al successivo ATP di Córdoba viene eliminato nei quarti da Juan Manuel Cerúndolo. Esce al secondo turno a Buenos Aires, al Belgrado Open e al Roland Garros, battuto al quinto set da Steve Johnson. Segue una serie di cinque sconfitte consecutive, compresa quella al debutto olimpico ai Giochi di Tokyo contro Jan-Lennard Struff. Ad agosto raggiunge il terzo turno a Winston-Salem e viene eliminato da Frances Tiafoe. A fine stagione gioca soprattutto nei Challenger, in settembre vince il titolo a Braga battendo in due set Nikola Milojević e perde le finali di ottobre a Buenos Aires e di novembre a Campinas, entrambe contro Sebastián Báez. Grazie al secondo turno raggiunto a Wimbledon e agli US Open, a novembre porta il best ranking di doppio alla 157ª posizione.

### 2022, tre volte nei quarti di finale ATP, due titoli Challenger e 62º nel ranking
Inaugura la stagione con il secondo turno raggiunto all'ATP 250 Adelaide 1, si spinge fino ai quarti all'Adelaide 2 e viene sconfitto da Corentin Moutet. Eliminato al primo turno in singolare agli Australian Open, con il secondo turno raggiunto nel torneo di doppio porta il best ranking di specialità al 144º posto. Al Rio Open elimina al primo turno Sebastián Báez e cede al terzo set contro il nº 7 del mondo Matteo Berrettini. Arriva nei quarti di finale anche a Santiago del Cile – dove viene eliminato da Sebastián Báez dopo aver sconfitto Nicolás Jarry e Federico Delbonis – e a Belgrado, dove elimina Sousa e Krajinović e perde contro Chačanov. Torna a mettersi in luce a luglio vincendo il Challenger 125 di Salisburgo con il successo in finale su Norbert Gombos, risultato con cui ritocca il best ranking dopo oltre 5 anni portandolo alla 73ª posizione mondiale. Nonostante le sconfitte al primo turno nei successivi due tornei, il 1º agosto sale al 62º posto. Prepara gli US Open sul cemento di Winston-Salem, dove sconfigge Denis Kudla e Nikoloz Basilašvili e perde al terzo turno contro Benjamin Bonzi. Vince il suo primo incontro in carriera allo Slam newyorkese battendo Alex Molčan e al secondo turno viene sconfitto in 4 set da Karen Chačanov che arriverà in semifinale. A settembre perde entrambi i singolari nella sfida di Coppa Davis contro il Portogallo e a fine mese si aggiudica il Challenger 125 di Genova superando in finale Andrea Pellegrino.

### 2023, uscita dalla top 100 e un titolo Challenger
Il primo risultato di rilievo del 2023 arriva a fine febbraio a Santiago del Cile, dove raggiunge i quarti e perde contro Jaume Munar dopo aver eliminato al primo turno Albert Ramos Viñolas. Nei mesi successivi non supera mai il secondo turno nei tornei ATP e i quarti di finale nei Challenger. Dopo oltre 5 anni di dominio sulla scena nazionale, il 17 luglio esce dalla top 100 e cede il primo posto tra i giocatori brasiliani nel ranking ATP a Thiago Seyboth Wild.  A settembre è protagonista nella vittoriosa sfida del Brasile sul cemento indoor fuori casa contro la Danimarca con il sorprendente successo in rimonta sul nº 4 del mondo Holger Rune. A ottobre torna a vincere un torneo dopo oltre un anno al Challenger di Campinas superando al terzo set in rimonta Camilo Ugo Carabelli. Il mese dopo si ritira nel corso della finale a Montevideo contro Facundo Díaz Acosta. Con questo risultato risale al 117º posto mondiale dopo che a settembre era sceso al 150º

### 2024: quarto turno al Masters 1000 di Roma e risalita nel ranking
A fine gennaio 2024 si aggiudica entrambi i singolari nella sfida di Coppa Davis contro la Svezia. All'ATP 500 del Rio Open viene sconfitto da Báez al terzo set nei quarti di finale dopo aver superato il primo turno contro Alcaraz, infortunatosi nel corso del primo set. Ad aprile desta scalpore la sua vittoria in due set al secondo turno del Madrid Open contro il top 10 Stefanos Tsitsipas, reduce dal trionfo al Monte Carlo Masters; raggiunge così per la prima volta il terzo turno in un Masters 1000 e viene eliminato da Jiri Lehecka. Si spinge fino al quarto turno al successivo Masters 1000 di Roma grazie ai successi sui top 40 Monfils e Thompson; viene sconfitto da Zhang Zhizhen e rientra nella top 100. Non va oltre il primo turno al Roland Garros e a Wimbledon.
Sconfigge in due set il nº 9 del mondo Casper Ruud al secondo turno dello Swedish Open e il top 40 Tomáš Macháč al torneo di Umago. Non supera il primo turno al suo debutto olimpico ai Giochi di Parigi e agli US Open. Con i quarti di finale raggiunti al  Genoa Open Challenger si riprende il primato nel ranking tra i tennisti brasiliani. Vince uno dei tre incontri disputati nella fase a gruppi delle Finals di Coppa Davis. Non consegue risultati di rilievo a fine anno ed esce di nuovo dalla top 100.

### 2025
Supera le qualificazioni agli Australian Open e perde al quinto set al turno di esordio contro Kei Nishikori. A marzo torna a disputare dopo oltre un anno una finale Challenger a Santiago del Cile e viene sconfitto da Daniel Elahi Galán. La settimana successiva perde anche la finale al Paraguay Open contro Emilio Nava.

## Statistiche

### Tornei minori

#### Singolare

##### Vittorie (14)
| Legenda tornei minori |
| Challenger (9)        |
| Futures (5)           |

| N. | Data              | Torneo                                         | Superficie  | Avversario in finale | Punteggio           |
| 1. | 8 maggio 2016     | Open du Pays d'Aix, Aix-en-Provence            | Terra rossa | Carlos Berlocq       | 4–6, 6–4, 6–1       |
| 2. | 27 gennaio 2019   | Punta Open, Punta del Este                     | Terra rossa | Facundo Argüello     | 3–6, 6–2, 6–3       |
| 3. | 13 luglio 2019    | Braunschweig Open, Braunschweig                | Terra rossa | Tobias Kamke         | 7–6(6), 6–1         |
| 4. | 27 ottobre 2019   | Lima Challenger, Lima                          | Terra rossa | Federico Coria       | 6–2, 6(7)–7, 6–4    |
| 5. | 2 febbraio 2020   | Punta Open, Punta del Este                     | Terra rossa | Marco Cecchinato     | 7–6(3), 6(6)–7, 7–5 |
| 6. | 26 settembre 2021 | Braga Open, Braga                              | Terra rossa | Nikola Milojević     | 7–5, 7–5            |
| 7. | 10 luglio 2022    | Salzburg Open, Salisburgo                      | Terra rossa | Norbert Gombos       | 6–3, 7–6(2)         |
| 8. | 25 settembre 2022 | Genoa Open Challenger, Genova                  | Terra rossa | Andrea Pellegrino    | 6–1, 7–6(2)         |
| 9. | 8 ottobre 2023    | Campeonato Internacional de Campinas, Campinas | Terra rossa | Camilo Ugo Carabelli | 6(10)–7, 6–2, 6–4   |

##### Finali perse (11)
| Legenda tornei minori |
| Challenger (8)        |
| Futures (3)           |

| N. | Data              | Torneo                                         | Superficie  | Avversario in finale | Punteggio      |
| 1. | 12 giugno 2016    | Open de Lyon Challenger, Lione                 | Terra rossa | Steve Darcis         | 6–3, 2–6, 0–6  |
| 2. | 25 settembre 2016 | Campeonato Internacional de Tênis, Santos      | Terra rossa | Renzo Olivo          | 4–6, 6(5)–7    |
| 3. | 27 settembre 2020 | Internazionali di Tennis Città di Forlì, Forlì | Terra rossa | Lorenzo Musetti      | 6(2)–7, 6(5)–7 |
| 4. | 24 ottobre 2021   | Challenger de Buenos Aires, Buenos Aires       | Terra rossa | Sebastián Báez       | 4–6, 0–6       |
| 5. | 21 novembre 2021  | Campeonato Internacional de Tênis, Campinas    | Terra rossa | Sebastián Báez       | 1–6, 4–6       |
| 6. | 19 novembre 2023  | Uruguay Open, Montevideo                       | Terra rossa | Facundo Díaz Acosta  | 3–6, 3–4 rit.  |
| 7. | 16 marzo 2025     | Santiago Challenger. Santiago del Cile         | Terra rossa | Daniel Elahi Galán   | 5-7, 3-6       |
| 8. | 23 marzo 2025     | Paraguay Open, Asunción                        | Terra rossa | Emilio Nava          | 5-7, 3-6       |

#### Doppio

##### Vittorie (2)
| Legenda tornei minori |
| Challenger (0)        |
| Futures (2)           |

##### Finali perse (4)
| Legenda tornei minori |
| Challenger (2)        |
| Futures (2)           |

| N. | Data              | Torneo                                      | Superficie  | Compagno      | Avversari in finale             | Punteggio |
| 1. | 22 settembre 2013 | Campeonato Internacional de Tênis, Campinas | Terra rossa | Thiago Alves  | Guido Andreozzi Máximo González | 4–6, 4–6  |
| 2. | 3 novembre 2018   | Challenger Ciudad de Guayaquil, Guayaquil   | Terra rossa | Fabrício Neis | Guillermo Durán Roberto Quiroz  | 3–6, 2–6  |

### Vittorie contro top 10 per stagione
| Stagione | 2016 | 2017 | 2018 | 2019 | 2020 | 2021 | 2022 | 2023 | 2024 | Totale |
| Vittorie | 1    | 0    | 0    | 0    | 0    | 0    | 0    | 1    | 3    | 5      |

| #    | Giocatore          | Rank | Torneo                   | Superficie  | Turno | Punteggio           |
| ---- | ------------------ | ---- | ------------------------ | ----------- | ----- | ------------------- |
| 2016 |                    |      |                          |             |       |                     |
| 1.   | Jo–Wilfried Tsonga | 9    | Rio Open, Rio de Janeiro | Terra rossa | 1T    | 6–3, 3–6, 6–4       |
| 2023 |                    |      |                          |             |       |                     |
| 2.   | Holger Rune        | 4    | Coppa Davis, Hillerød    | Cemento (i) | RR    | 6(4)–7, 7–6(5), 6–2 |
| 2024 |                    |      |                          |             |       |                     |
| 3.   | Carlos Alcaraz     | 2    | Rio Open, Rio de Janeiro | Terra rossa | 1T    | 1–1, rit.           |
| 4.   | Stefanos Tsitsipas | 7    | Madrid Open, Madrid      | Terra rossa | 2T    | 6–4, 6–4            |
| 5.   | Casper Ruud        | 9    | Swedish Open, Båstad     | Terra rossa | 2T    | 6–3, 6–3            |